# Agrimensura
Agrimensura é a ciência que se utiliza de conhecimentos da geomática como ferramenta para a aquisição e gerenciamento de dados espaciais necessários como parte de operações científicas, administrativas, legais e técnicas, envolvidas no processo de produção e gerenciamento de informação espacial, nomeadamente de campos ou propriedades rurais.
É normal confundir Agrimensor com Topógrafo, porém a topografia é apenas uma ciência inserida dentro da Agrimensura, ou seja, a topografia apenas representa o terreno e seu relevo de pequenas áreas, já a Agrimensura trata de questões mais abrangentes como a geodésia, ciência que permite representar a superfície da terra, onde a topografia está inclusa, além dos aspetos legais e entendimentos da área como parcelamento urbano, demarcação, desmembramentos, unificações de imóveis, georreferenciamento urbano e rural, entre outros.
A agrimensura tem sido um elemento primordial no desenvolvimento do ambiente humano desde o início da história registrada. O planejamento e execução da maior parte das formas de construção exigem conhecimentos dessa área. Ela também está presente em planejamento urbano, transporte, comunicações, mapeamento, e na definição de limites legais para a posse da terra.

## Etimologia e terminologia
O prefixo "agri" tem origem no verbete latino agru que exprime a ideia de campo, e mensura do latim mensura que exprime a ideia de medir, portanto a palavra "agrimensura" vem do latim agrimensura, no sentido estrito de medir campos ou terras.

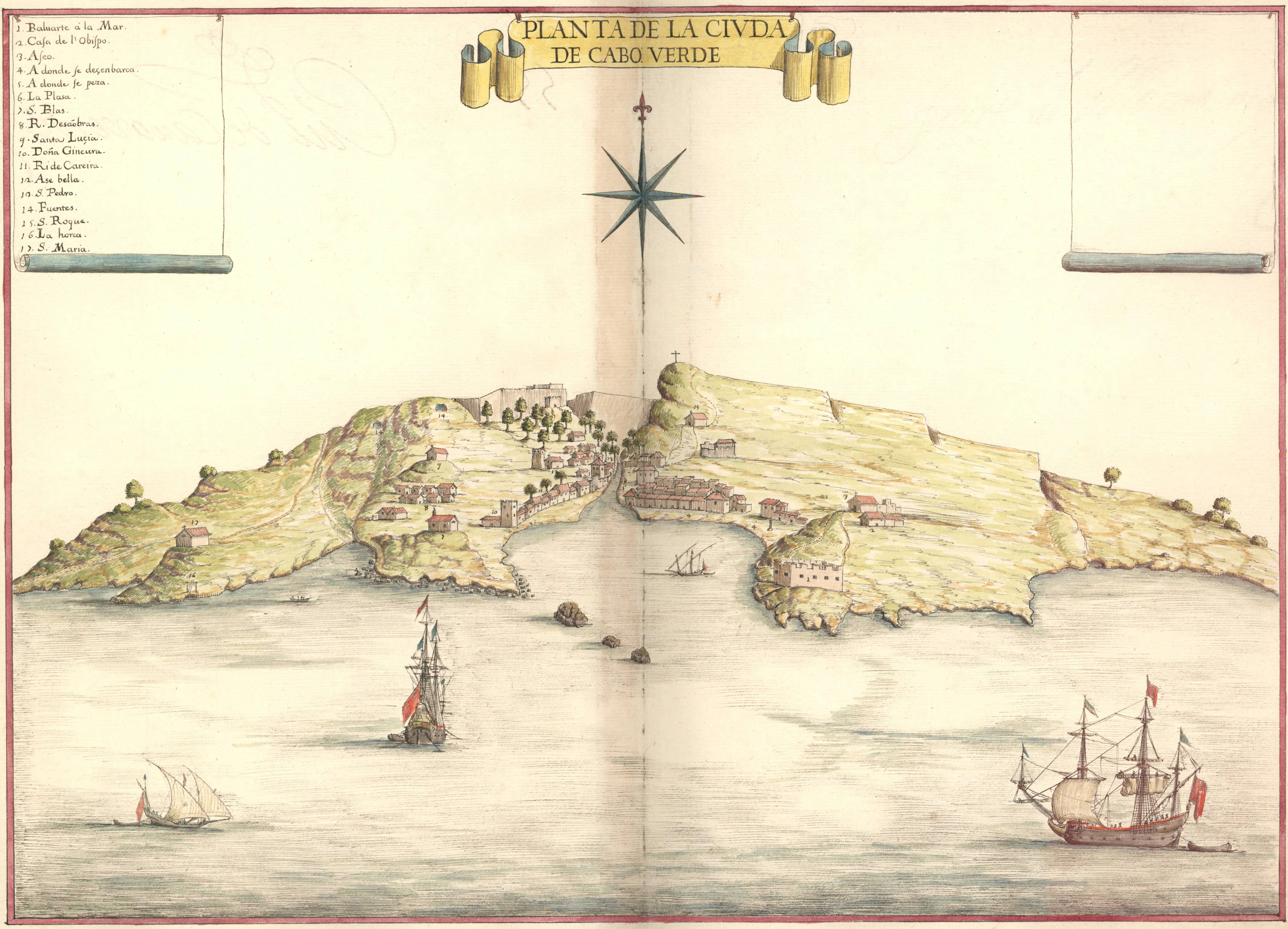
Antiga planta do Cabo Verde

## Profissional
O agrimensor (agri de agrícola/terra e mensor vem de medir/ medidor), é o profissional que mensura porções de áreas planas, pois trigonometricamente no raio de aproximadamente 50 km, a terra é considerada sem deformação cilíndrica; para mensuração de áreas superior aos 50 km, utiliza-se técnicas de Geodésia. Mede e divide propriedades rurais e urbanas, desde Lotes para construção de casas até o mapeamento de países via imagem de satélite. O Agrimensor projeta e implanta loteamentos, realiza cálculos de volumes cortes e aterros, projeta terraplenagens, redes de saneamento, projeta estradas, planeja cidades alem de demarca em campo fundações de construções e gabaritos, etc.
Desde a antiguidade profissionais agrimensores dividiam os lotes em formas geométricas como triângulo e retângulo.
A propriedade era um bem respeitado pelos egípcios, roubar a terra de alguém era um dos crimes imperdoáveis, mas como todo ano o rio Nilo inundava as terras apagando as marcas físicas de cada propriedade, surgiu tal necessidade de medir o território de cada pessoa, mas além disso a medição de terras auxiliava também na arrecadação de impostos de áreas rurais.

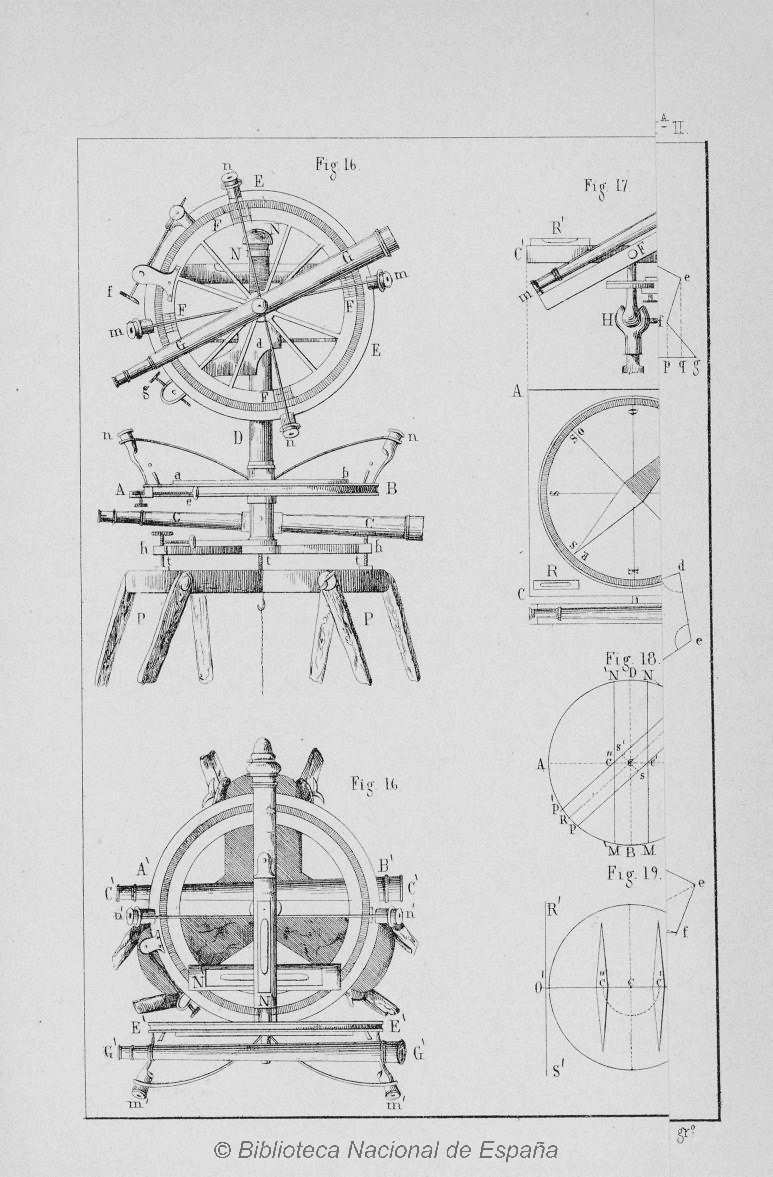
Curso Fundamental de Topografia e Agrimensura de 1862 Demetrio de los Ríos

Nos dias de hoje, o Agrimensor pode ser integrante das engenharias, intitulado como Engenheiro Agrimensor. Profissional que trabalha com ciências como: Topografia, Cartografia, Aerofotogrametria, Geodésia e também com tecnologias como Sistema de Posicionamento Geográfico: GPS, Sistemas de Informações Geográficas (SIG) e Sensoriamento Remoto (imagens de satélite), sendo integrante fundamental no Planejamento e Urbano e áreas relacionadas a Infraestrutura Urbana e Transporte.
Descreve, monitora e define espaços físicos. O engenheiro agrimensor (também conhecido como engenheiro geógrafo ou de topografia) é apto a realizar levantamento topográfico, dar suporte na área de levantamento em projetos de construção civil e urbanização, atuando nas áreas de topografia, geodesia, construção civil, transporte,  demarcação de terras, infraestruturas, parcelamento urbano, aerofotogrametria, cartografia, mapeamento, obras hidráulicas e de terra, saneamento urbano, etc.
O Agrimensor trabalha com elementos matemáticos (geometria e trigonometria), físicos (ótica e mecânica), geográficos (topografia, cartografia, geodésia e hidrologia) e legais (cadastro e parcelamento). Hoje em dia é um profissional técnico ou da engenharia, treinado nas industrias ópticas para manusear teodolitos, estações totais, recetores GNSS, prismas, scanners 3D, rádios, tablets de mão, níveis digitais, drones, entre outros, e utilizar variados softwares de levantamento assim como elaborar projetos nas áreas de saneamento, infraestrutura urbana e planejamento.

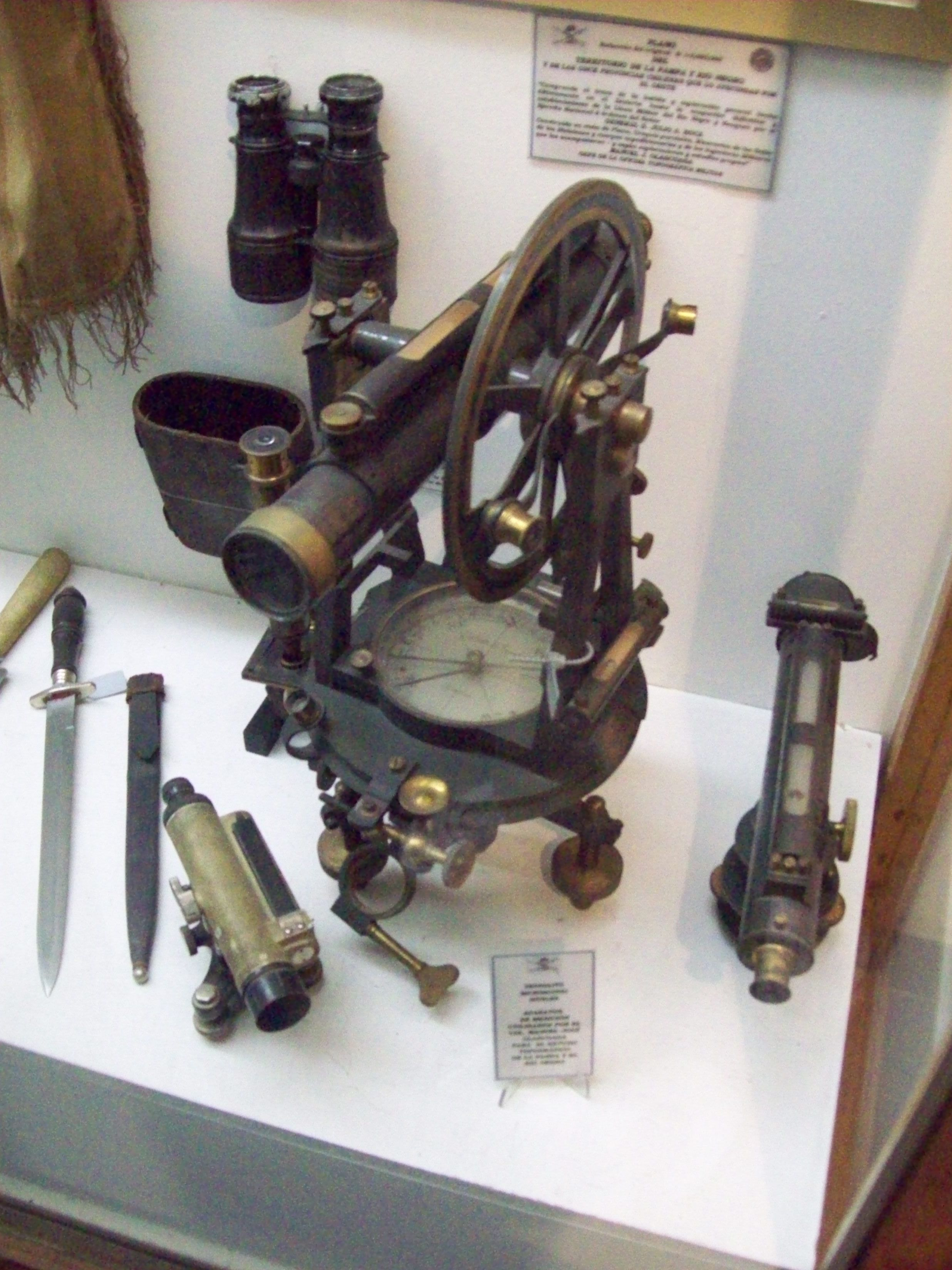
Teodolito mecânico
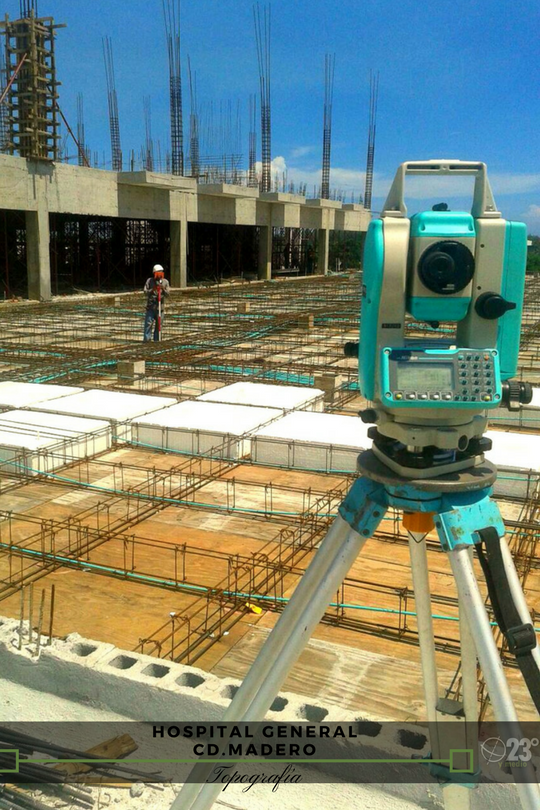
Estação total
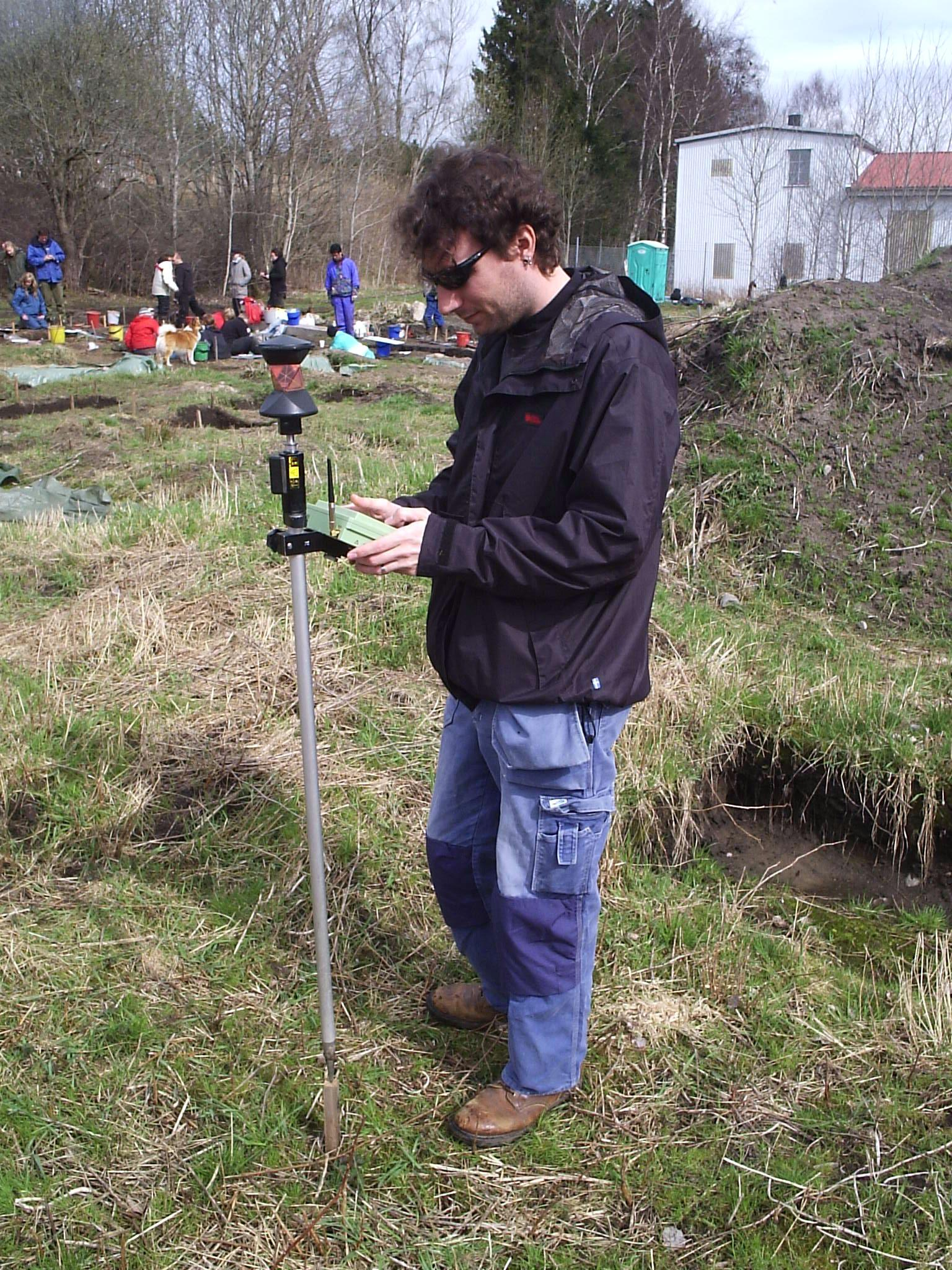
Levantamento com equipamento de posicionamento Geodésico (GPS).
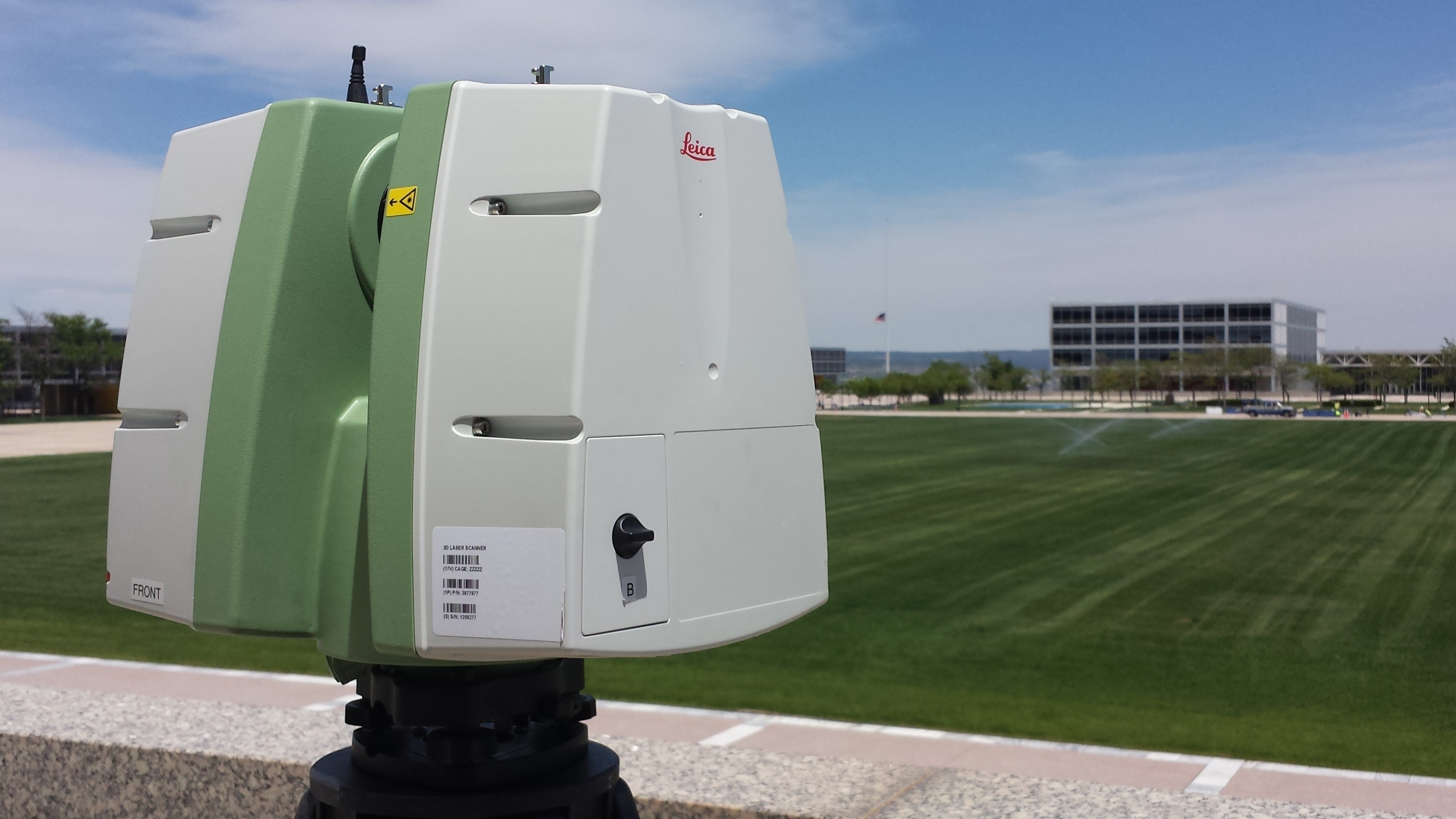
Equipamento Laser Scanning 3D
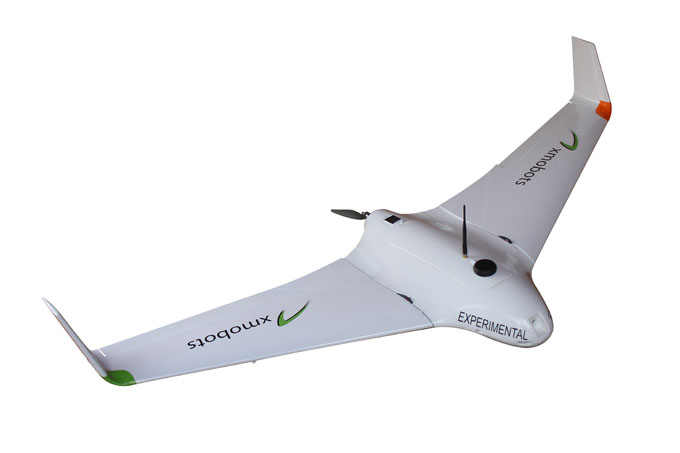
VANT - Equipamento de Levantamento aerofotogramétrico.

## Áreas do conhecimento e de atuação
- Astronomia,
- Aerofotogrametria,
- Batimetria,
- Cartografia,
- Sensoriamento Remoto,
- Fotogrametria e Fotointerpretação,
- Geodesia,
- Geologia,
- Geoprocessamento,
- Georreferenciamento de Imóveis,
- Localização e monitoramento por GPS,
- Gravimetria,
- Sistema de informação geográfica,
- Projetos de loteamento e arruamento,
- Rodovias,
- Pavimentação,
- Terraplenagem,
- Drenagem,
- Enrocamento,
- Barragens,
- Muros de Contenção,
- Planejamento Físico Territorial Urbano,
- Hidrológicos e Hidrometria,
- Estudos de Tráfego,
- Estabilidade de Taludes,
- Obras de Terra,
- Obras Hidraulicas,
- Irrigação,
- Saneamento,
- Topografia.
- Avaliação e Pericias.

## História

### Antiguidade

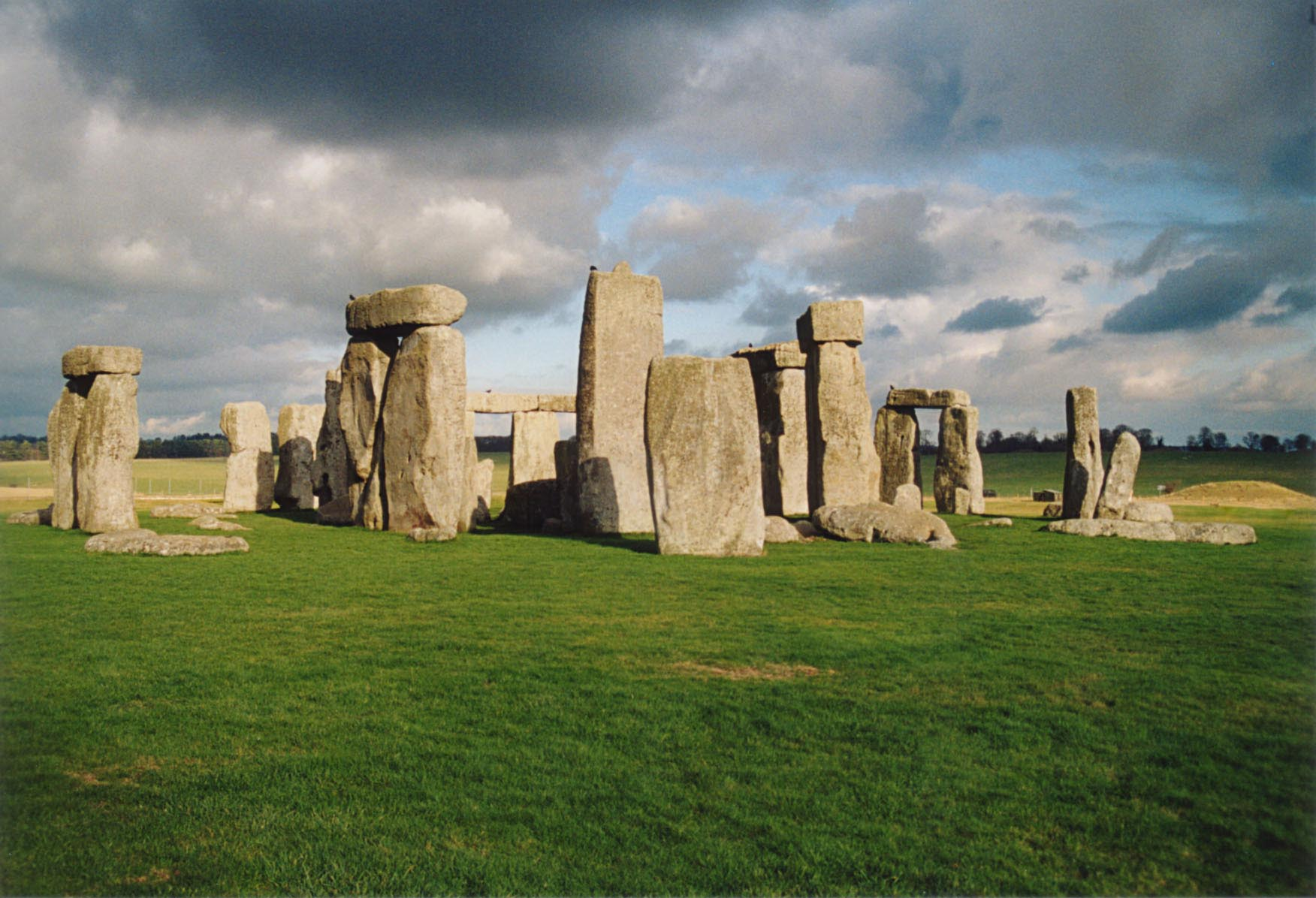
Stonehenge

A Agrimensura primitiva ocorreu desde que os seres humanos construíram as primeiras grandes estruturas. O monumento pré-histórico de Stonehenge (c. 2500 aC) foi estabelecido pelos mensuradores pré-históricos usando marcações, corda e geometria.
No antigo Egito, uma maca corda usaria geometria simples para restabelecer fronteiras após as cheias anuais do rio Nilo. A perpendicularidade e norte-sul orientação quase perfeita da Grande Pirâmide de Gizé, construída c. 2700 aC, os egípcios afirmam comando levantamento. O instrumento Groma originado na Mesopotâmia (início do primeiro milênio a.C.), tendo desde então sido concebidos os princípios dos primeiros instrumentos de posicionamento e nivelamento de estruturas rudimentares, como sendo o esquadro, e as cruzetas em chumbo e madeira.
O matemático Liu Hui descreveu formas de medir objetos distantes no seu trabalho "Haidao suanjing", manual de matemática publicado em 263.
Os romanos reconheciam técnicos agrários como uma profissão. Eles estabeleceram as medidas básicas em que o Império Romano foi dividido, como um cadastro fiscal de terras conquistadas (300 dC). Agrimensores romanos eram conhecidos como Gromatici.
No período de Roma já se conhecia equipamento topográficos como goniômetro que media distancias angulares em topografia astronomia e navegação que auxiliavam na divisão de terras aberturas das primeiras estradas do mundo, na confecção de mapas, cartas e plantas assim técnicas de nivelamento que eram usadas em grandes obras ainda hoje conhecidas como o Aqueduto Romano e muitas outras.

### Era medieval

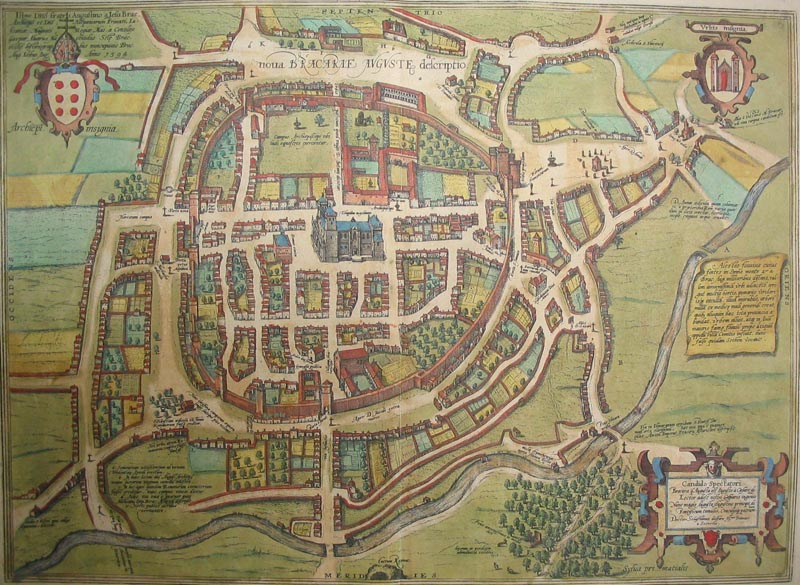
Cidade de Braga

Na Europa medieval, a demarcação dos limites de uma aldeia ou paróquia era feita reunindi um grupo de moradores e caminhar ao redor da paróquia ou aldeia para estabelecer uma memória comum das fronteiras. Os rapazes eram incluídos para garantir que a memória continuasse.
Na Inglaterra, William, o Conquistador, encomendou o Domesday Book em 1086. Ele registrou os nomes de todos os proprietários de terra, a área de terra que possuíam, a qualidade do terreno, e informações específicas de conteúdo e os habitantes da área. Não incluem mapas mostrando os locais exatos.

### Era moderna

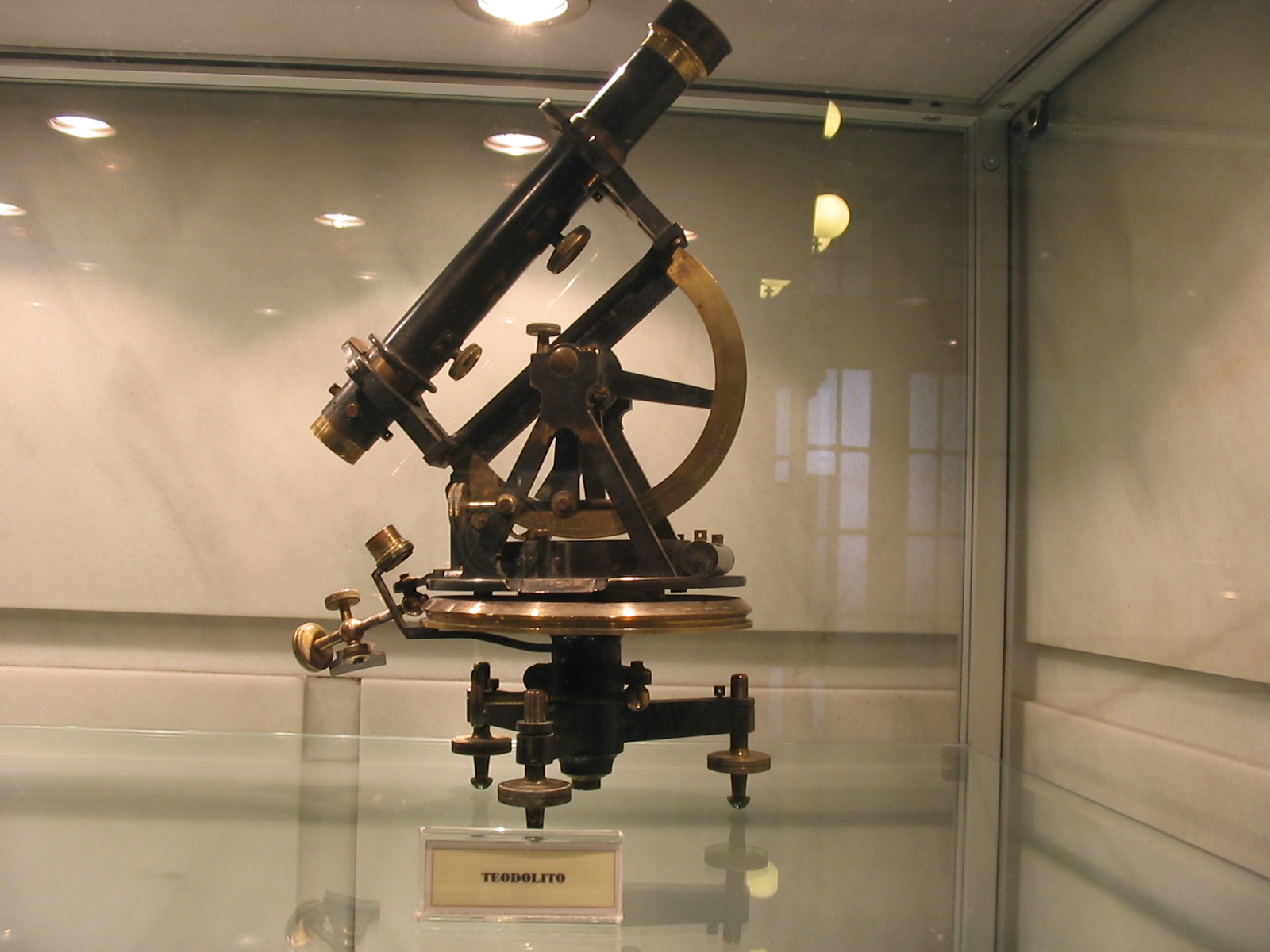
Primeiros Teodolitos

No século XVIII, as técnicas e os instrumentos para o levantamento modernos começaram a ser usados. Jesse Ramsden introduziu o primeiro teodolito de precisão em 1787. Era um instrumento para medir ângulos nos planos horizontal e vertical. Ele criou sua grande teodolito usando um motor de divisão exata de seu próprio design. Teodolito de Ramsden representou um grande passo em frente na precisão do instrumento. William Gascoigne inventou um instrumento que utilizou um telescópio com uma mira instalado como um dispositivo de destino, em 1640. James Watt desenvolveu um medidor óptico para medição da distância em 1771; mediu o ângulo de paralaxe a partir do qual o raio de um ponto pode ser deduzida.
O matemático holandês Willebrord Snellius (mais conhecido como Snell), introduziu a utilização sistemática moderna de triangulação. Em 1615, ele inspecionou a distância de Alkmaar para Bergen op Zoom, cerca de 110 km. A pesquisa foi feita recorrendo a uma cadeia de quadriláteros contendo 33 triângulos no total. Snell mostrou como as fórmulas da planimetria têm de ser corrigidas para permitir a consideração da curvatura da Terra. Ele também mostrou como calcular a posição de um ponto dentro de um triângulo usando os ângulos expressos entre os vértices no ponto desconhecido. Estes poderiam ser medidos com mais precisão do que com os rolamentos dos vértices, que dependiam de uma bússola. Seu trabalho estabeleceu a ideia de levantamento de uma rede principal de pontos de controle, e localização dos pontos subsidiários dentro da rede primária mais tarde. Entre 1733 e 1740, Jacques Cassini e seu filho César realizou a primeira triangulação da França. Eles incluíram um re-levantamento do arco meridiano, levando à publicação em 1745 do primeiro mapa da França construído em princípios rigorosos. Por esta altura, os métodos de triangulação eram até então bem estabelecidos para a tomada de mapa local.
Foi só no final do século XVIII que as pesquisas de rede de triangulação detalhadas mapeada países inteiros. Em 1784, uma equipe da Ordnance Survey da Grã-Bretanha do general William Roy começou a triangulação principal da Grã-Bretanha. O primeiro teodolito Ramsden foi construído para esta pesquisa. A pesquisa foi finalmente concluída em 1853. A Grande Trigonometria Survey of India começou em 1801. A pesquisa indiana teve um enorme impacto científico. Ele foi responsável por uma das primeiras medições precisas de uma seção de um arco de longitude, e para as medições da anomalia geodésica. Ele chamado e mapeados Monte Everest e outros picos do Himalaia. Topografia tornou-se uma ocupação profissional na alta demanda na virada do século XIX, com o início da Revolução Industrial. A profissão desenvolveu instrumentos mais precisos para ajudar o seu trabalho. Projetos de infraestrutura industriais utilizados topógrafos para dispor canais, estradas e ferroviário,

### Século XX
No início do século os mensuradores tinham melhorado as cadeias mais velhos e cordas, mas ainda enfrentaram o problema de medição precisa de longas distâncias. Dr. Trevor Lloyd Wadley desenvolveu o telurômetro durante os anos 1950. Ele mede longas distâncias usando dois microondas transmissores / receptores. Durante o final dos anos 1950 Geodimeter introduziu equipamentos eletrônicos de medição de distância (EDM). EDM unidades usar uma mudança de multi fase de frequência de ondas de luz para encontrar a distância. Estes instrumentos salvo a necessidade de dias ou semanas de medição de corrente através da medição entre os pontos de quilômetros de distância de uma só vez.
Avanços na eletrônica permitiu a miniaturização de EDM. Na década de 1970 os primeiros instrumentos que combinem medição do ângulo e distância apareceu, tornando-se conhecido como estações totais. Fabricantes adicionado mais equipamento por graus, trazendo melhorias na precisão e velocidade de medição. Grandes avanços incluem compensadores inclinação, gravadores de dados e programas de cálculo on-board.
O primeiro sistema de posicionamento por satélite foi o sistema de US Navy TRÂNSITO. O primeiro lançamento bem sucedido teve lugar em 1960. O principal objetivo do sistema era fornecer informações de posição para submarinos de mísseis Polaris. Agrimensores descobriram que podiam usar receptores de campo para determinar a localização de um ponto. Cobertura esparsa satélite e equipamentos de grande porte fez observações trabalhoso, e impreciso. O uso principal foi o estabelecimento de parâmetros em locais remotos.
A força aérea dos EUA lançou os primeiros satélites protótipo do Sistema de Posicionamento Global (GPS) em 1978. GPS usado uma constelação de satélites de maior e melhor transmissão de sinal para proporcionar mais precisão. Observações GPS início necessárias várias horas de observações por um receptor estático para alcançar o levantamento requisitos de precisão. As recentes melhorias para ambos os satélites e receptores permitem Cinemática em Tempo Real (RTK) levantamento. Levantamentos RTK obter medições de alta precisão usando uma estação base fixa e uma segunda antena móvel. A posição da antena itinerante pode ser rastreado.

### Século XXI
O teodolito, estação total e sistemas de posicionamento por satélite continuam a ser os principais métodos em uso para agrimensura.

Sensoriamento remoto e imagens de satélite continuam a melhorar e tornam-se mais viáveis economicamente, permitindo o uso mais comum. Novas tecnologias de destaque incluem a digitalização tridimensional (3D) e uso de lidar para levantamentos topográficos ou geodésicos.

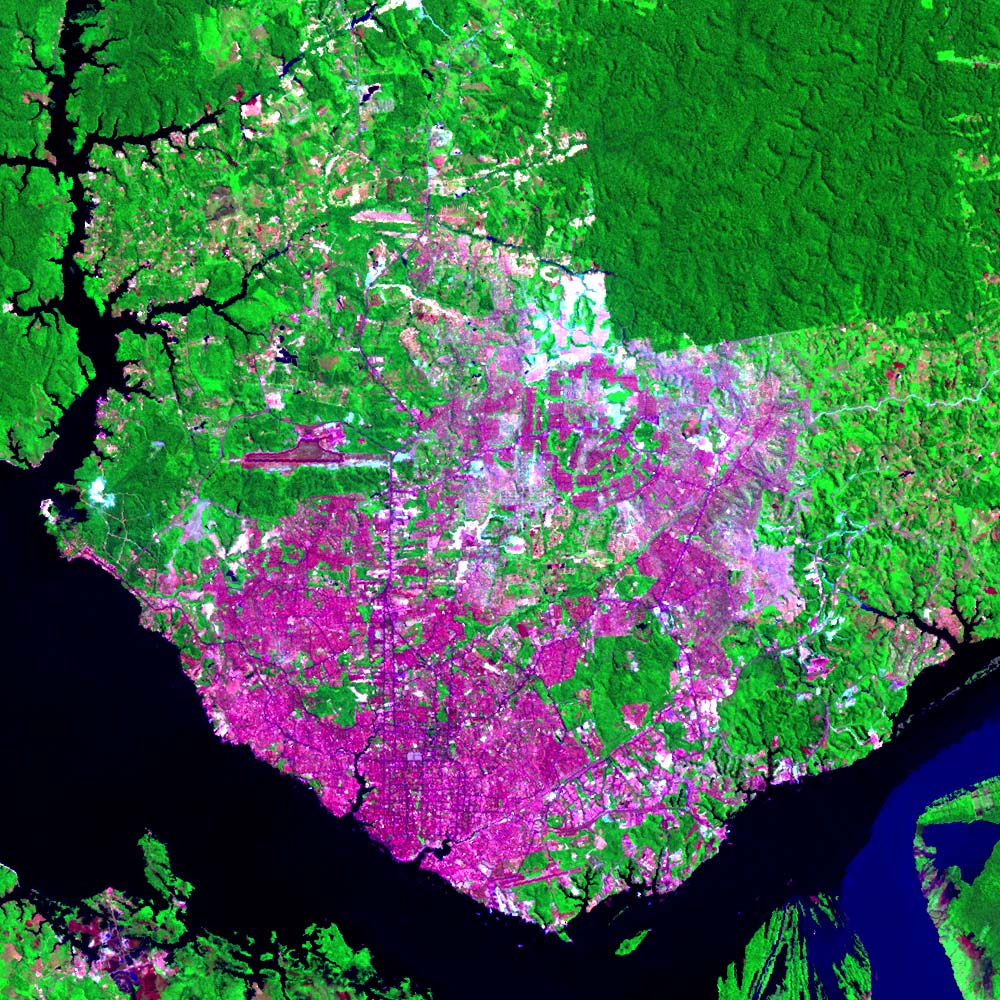
Imagem de satélite obtida através de sensoriamento remoto.
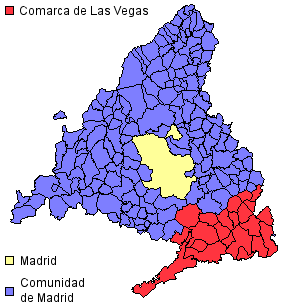
Sistema de informações Geográficas - Divisão Territorial
Mapa Hipsométrico
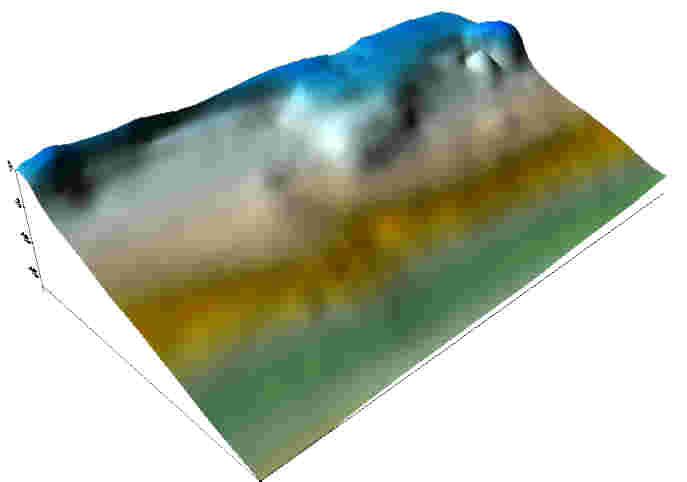
Imagem 3d de Terreno
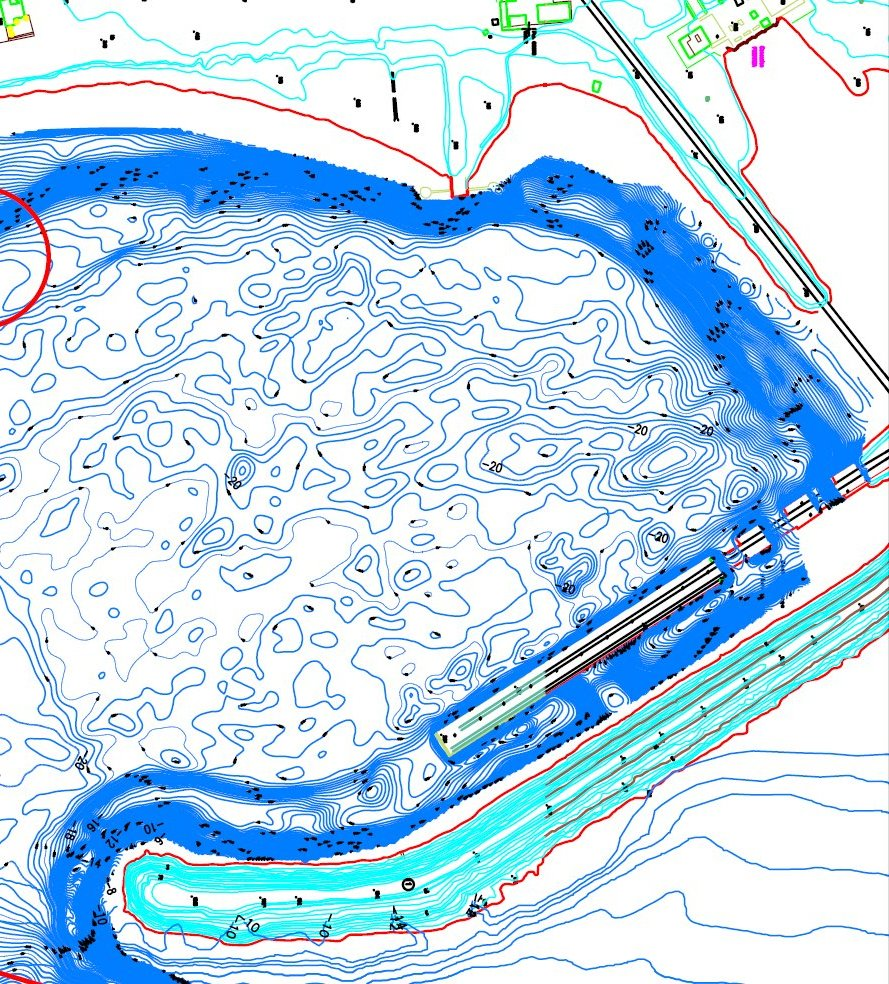
Planta Topobatimétrica.
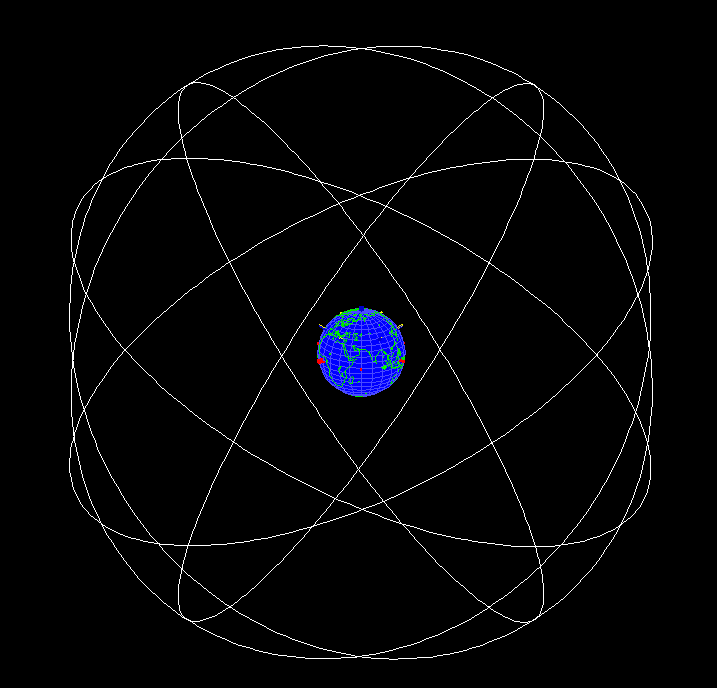
Constelação de Satélites
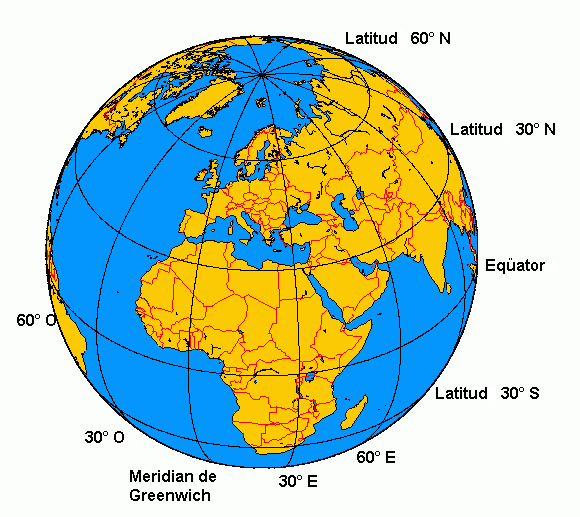
Sistema Geodésico
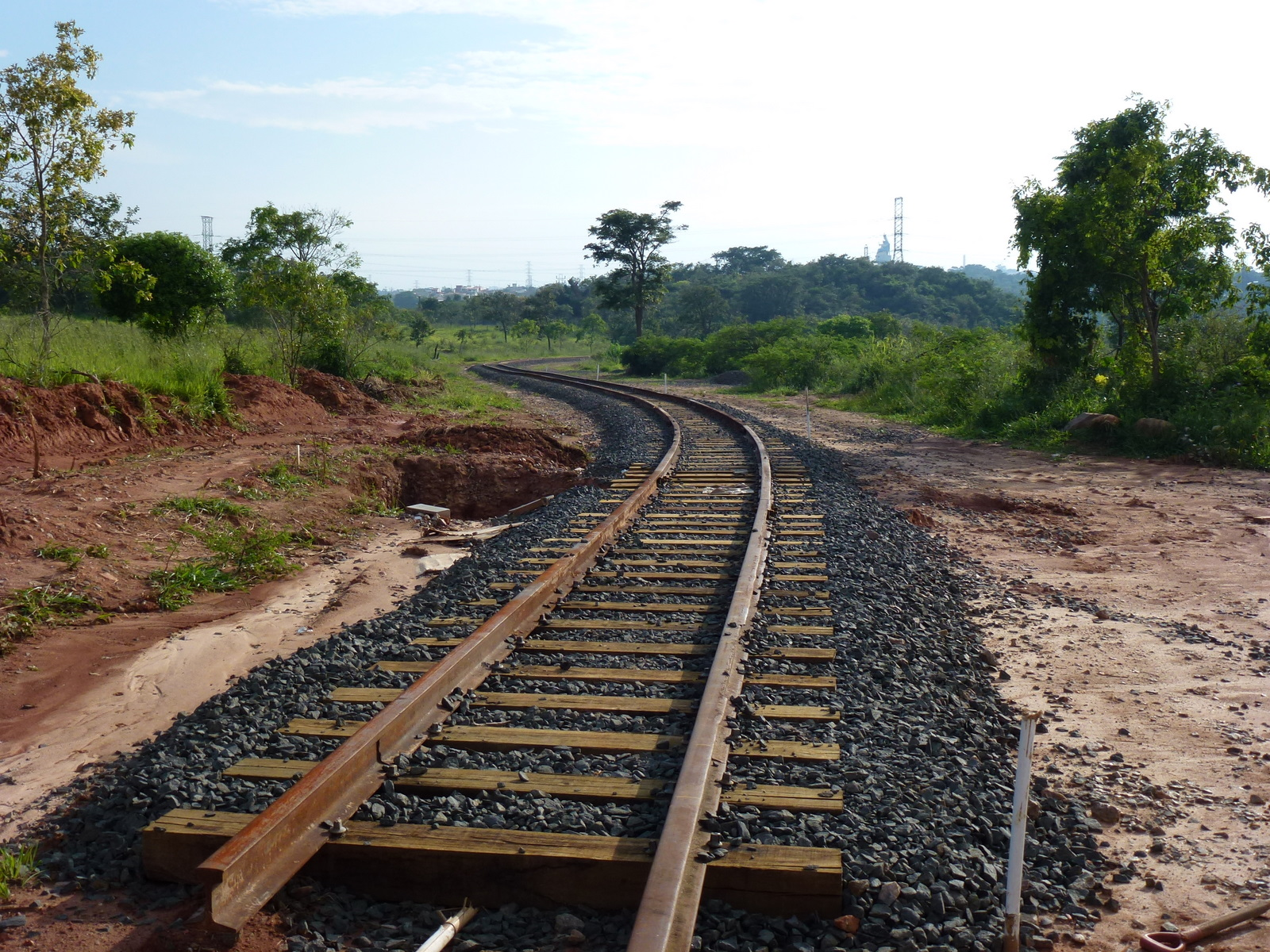
Projeto Ferroviário
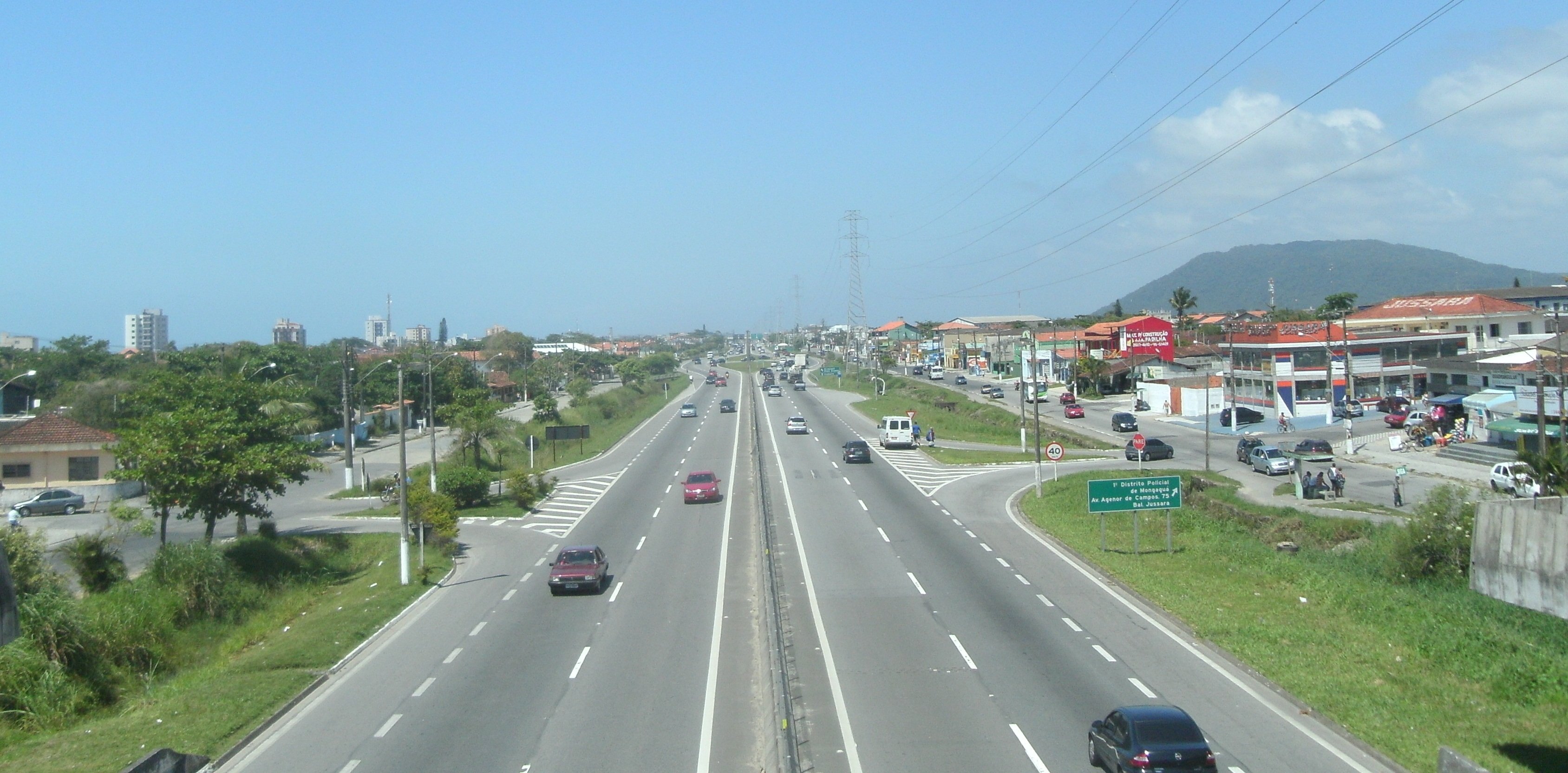
Projeto Rodoviário
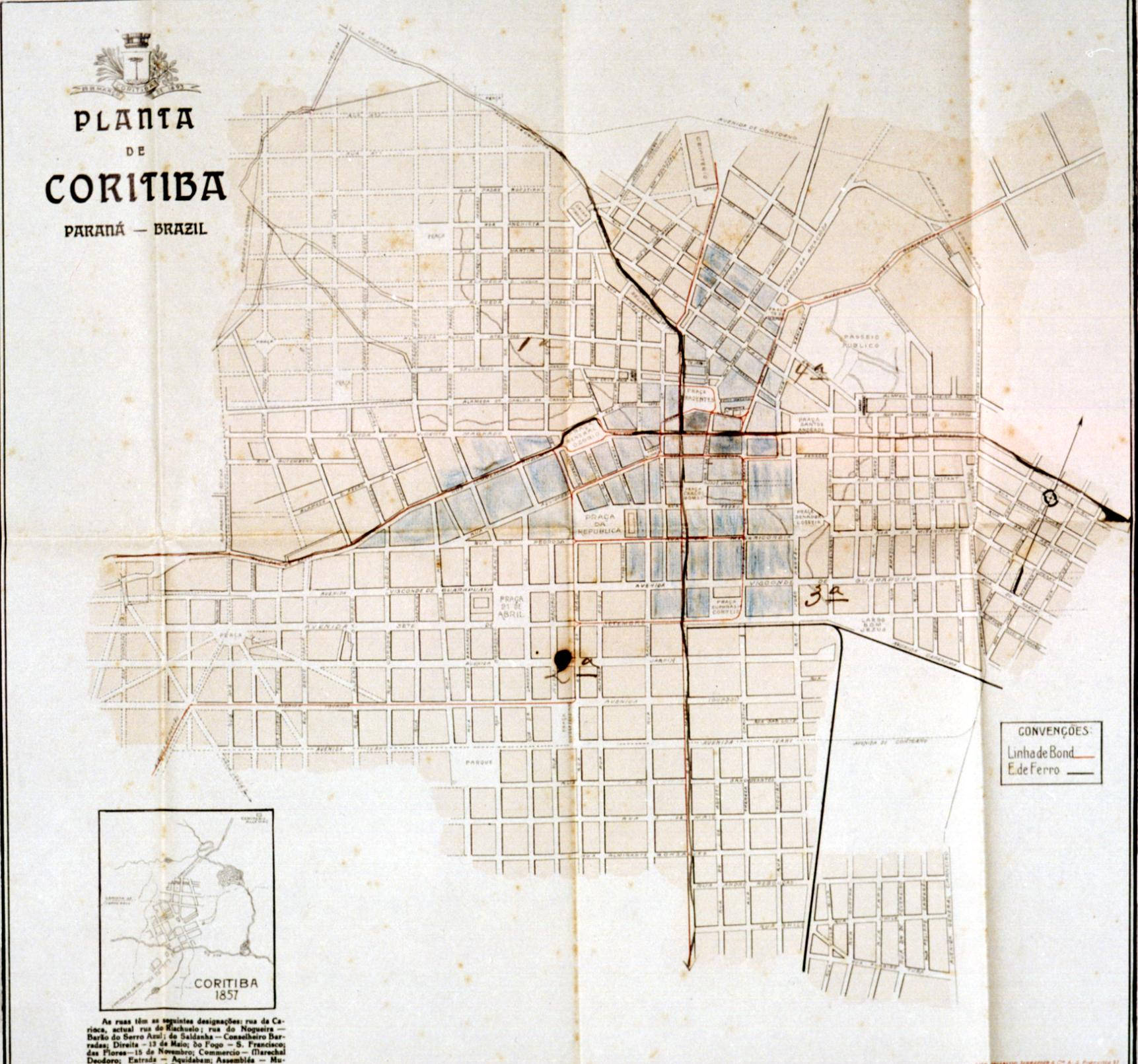
Planejamento Urbano
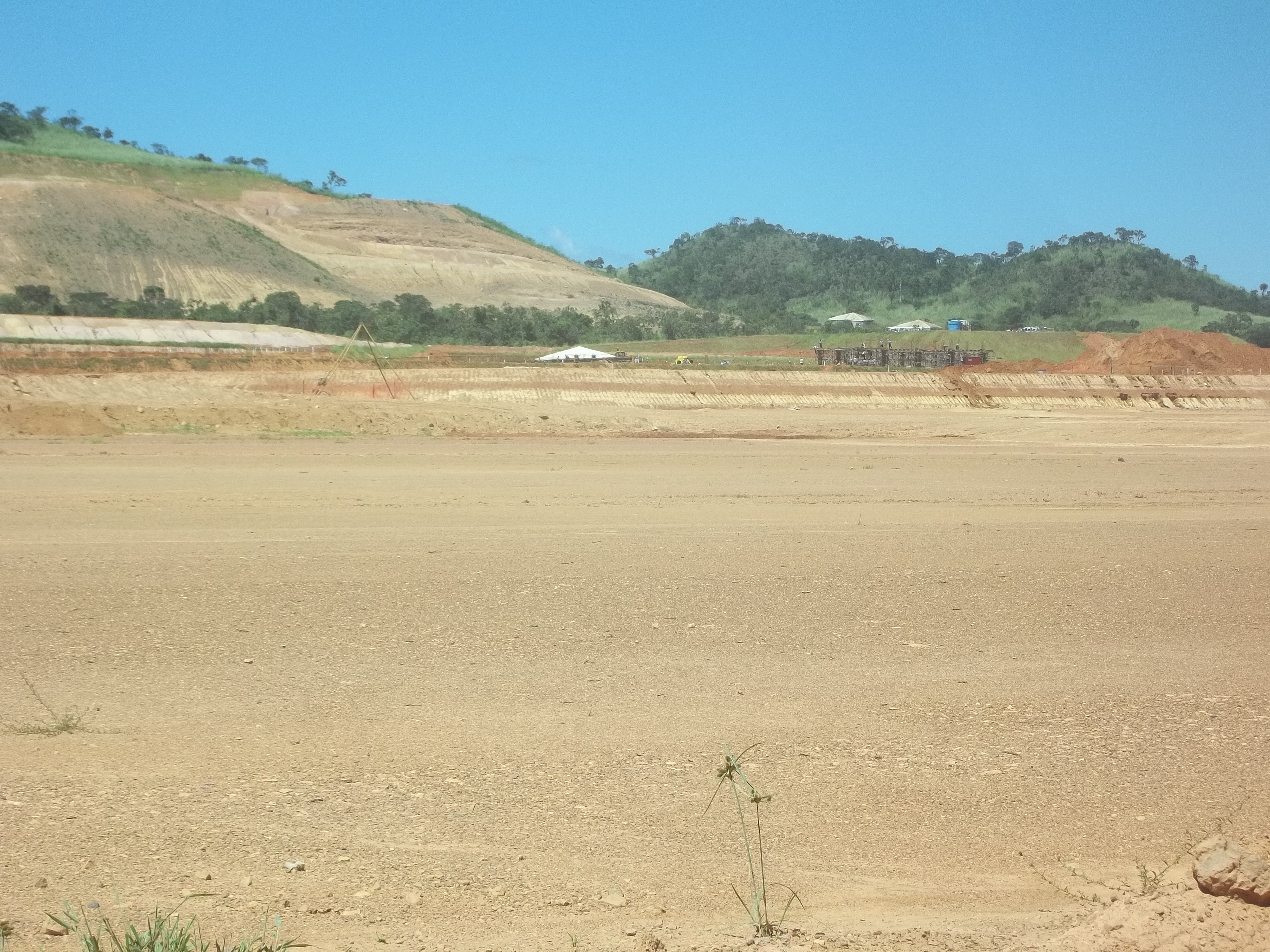
Terraplenagem e Drenagem
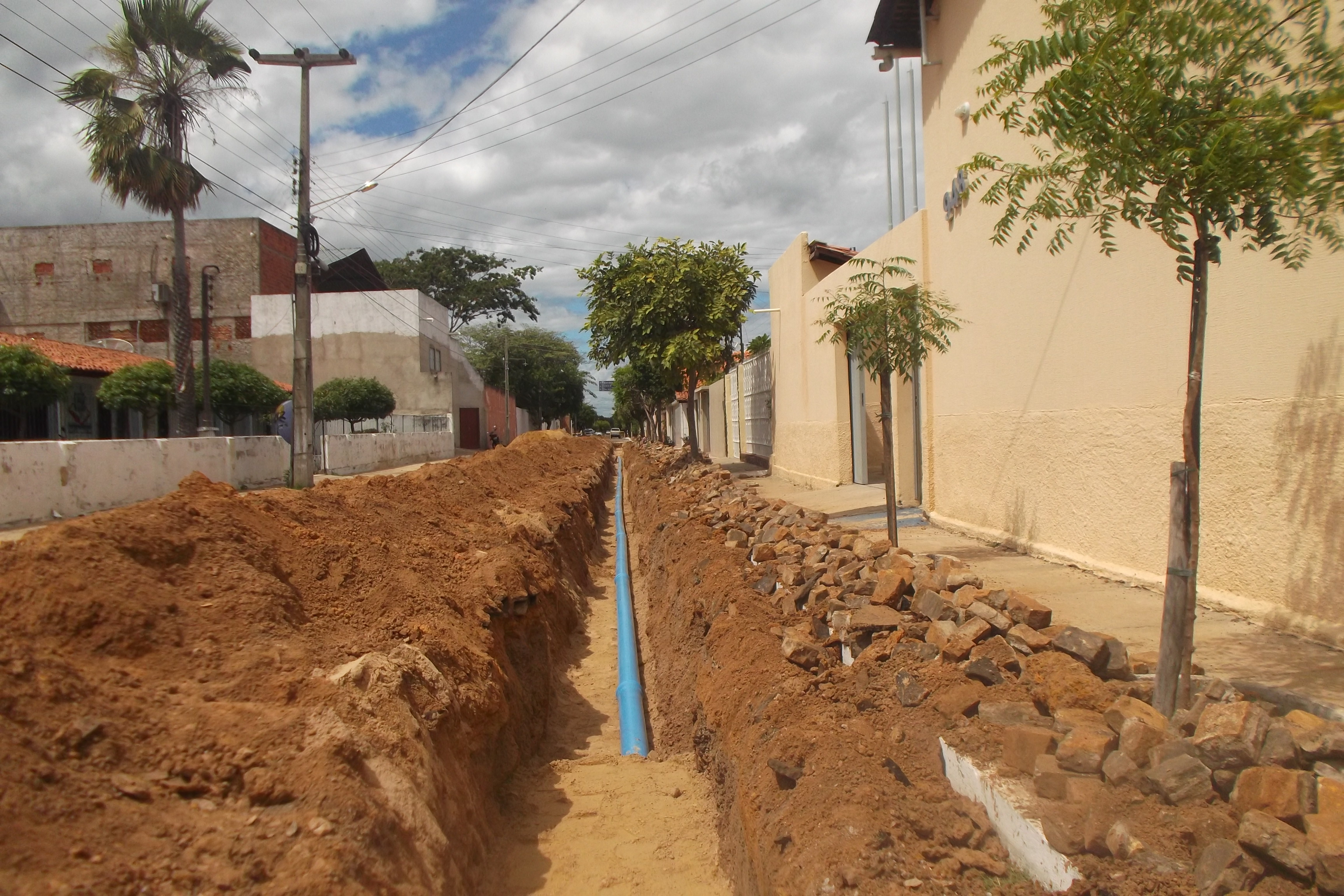
Redes de Água, Esgoto e Drenagem
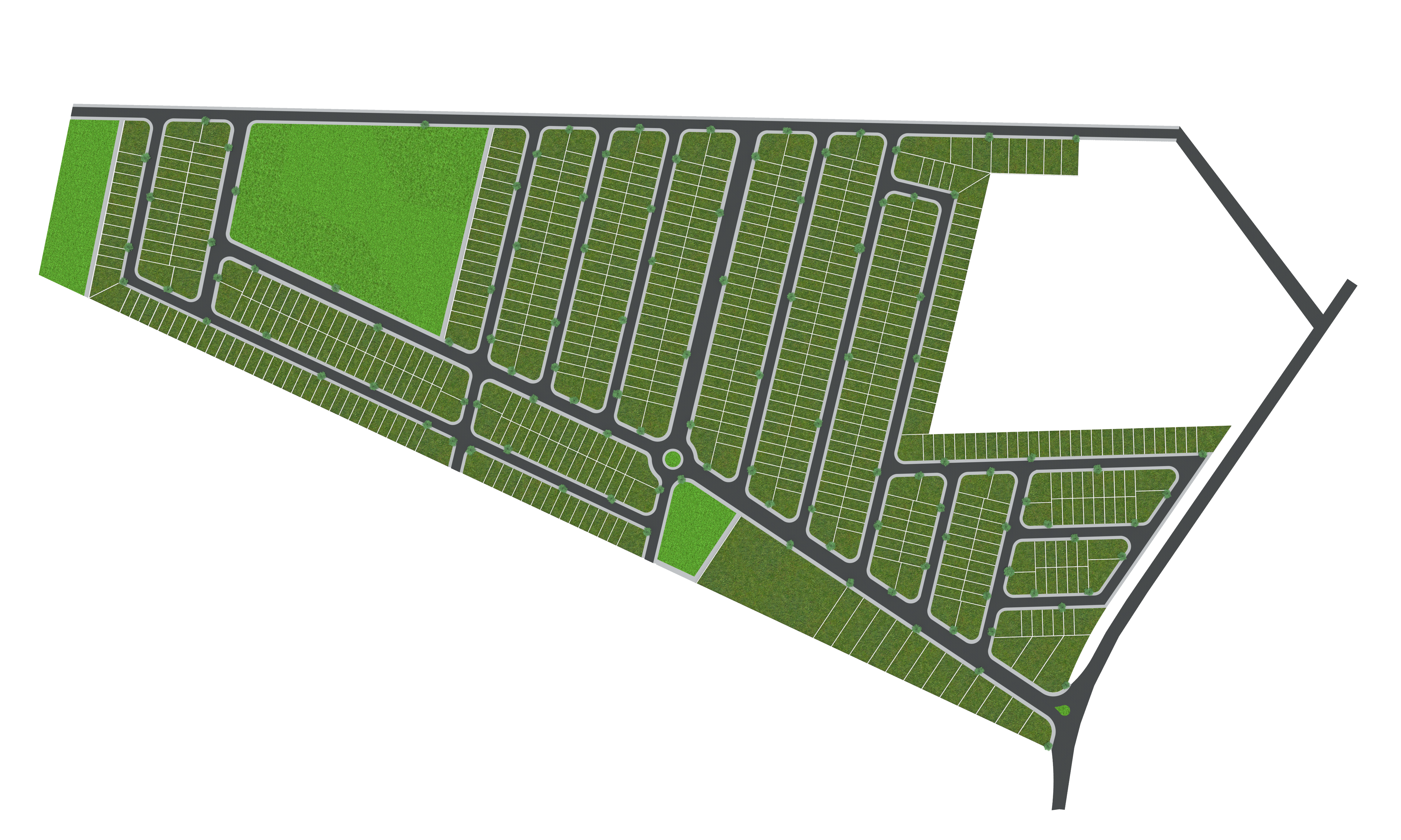
Projeto de Loteamentos e Condomínios
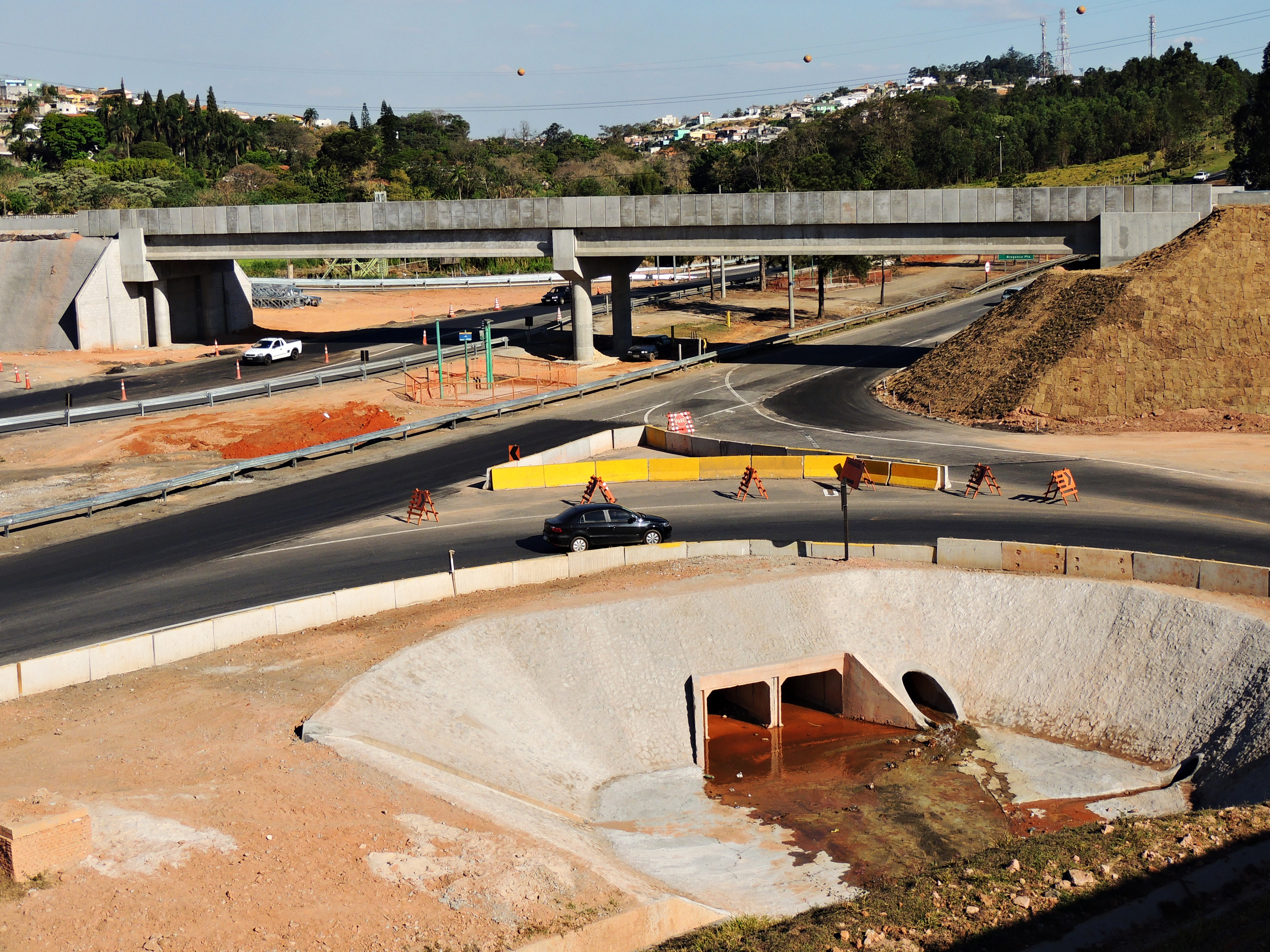
Sistemas de Macrodrenagem
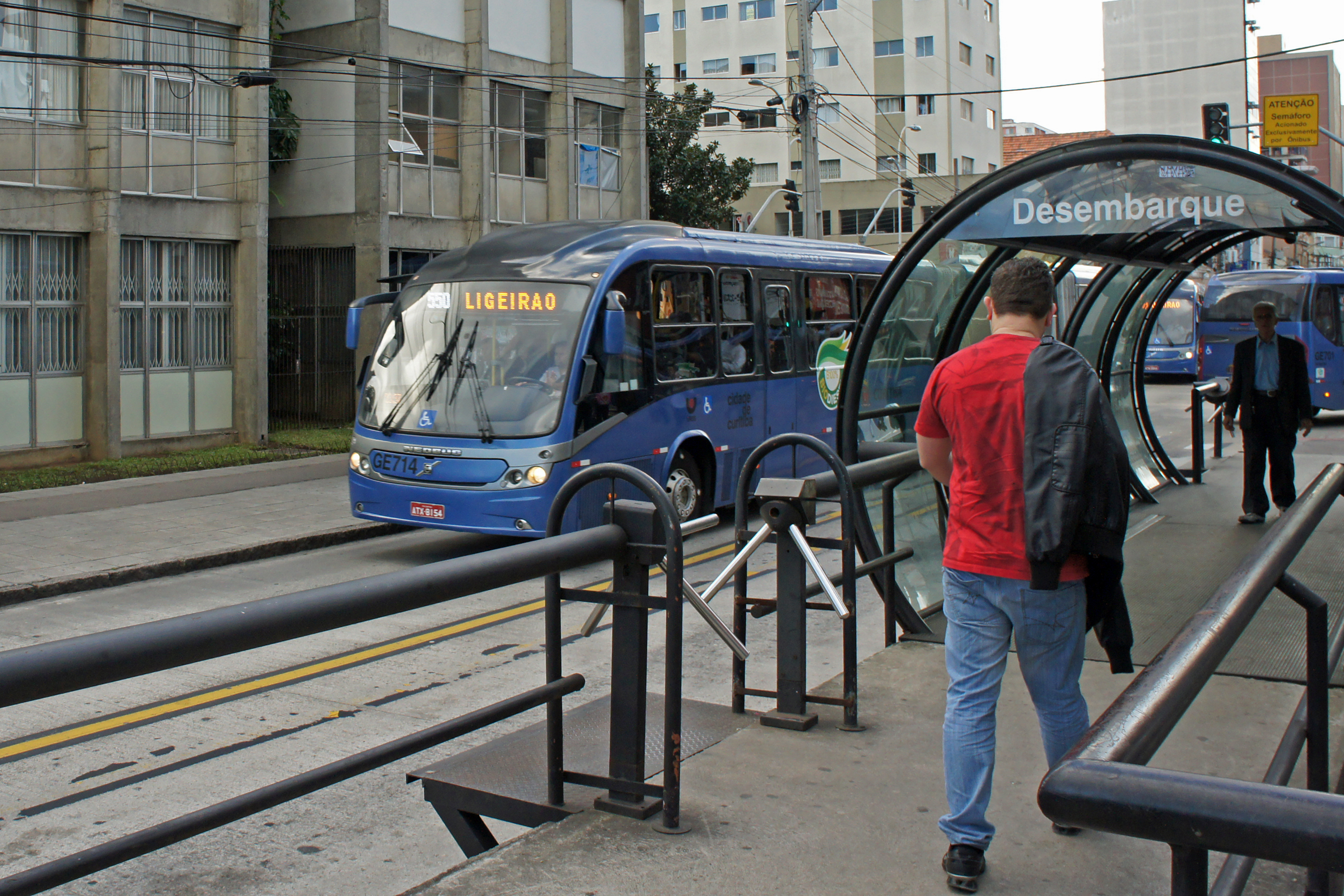
Transporte Urbano
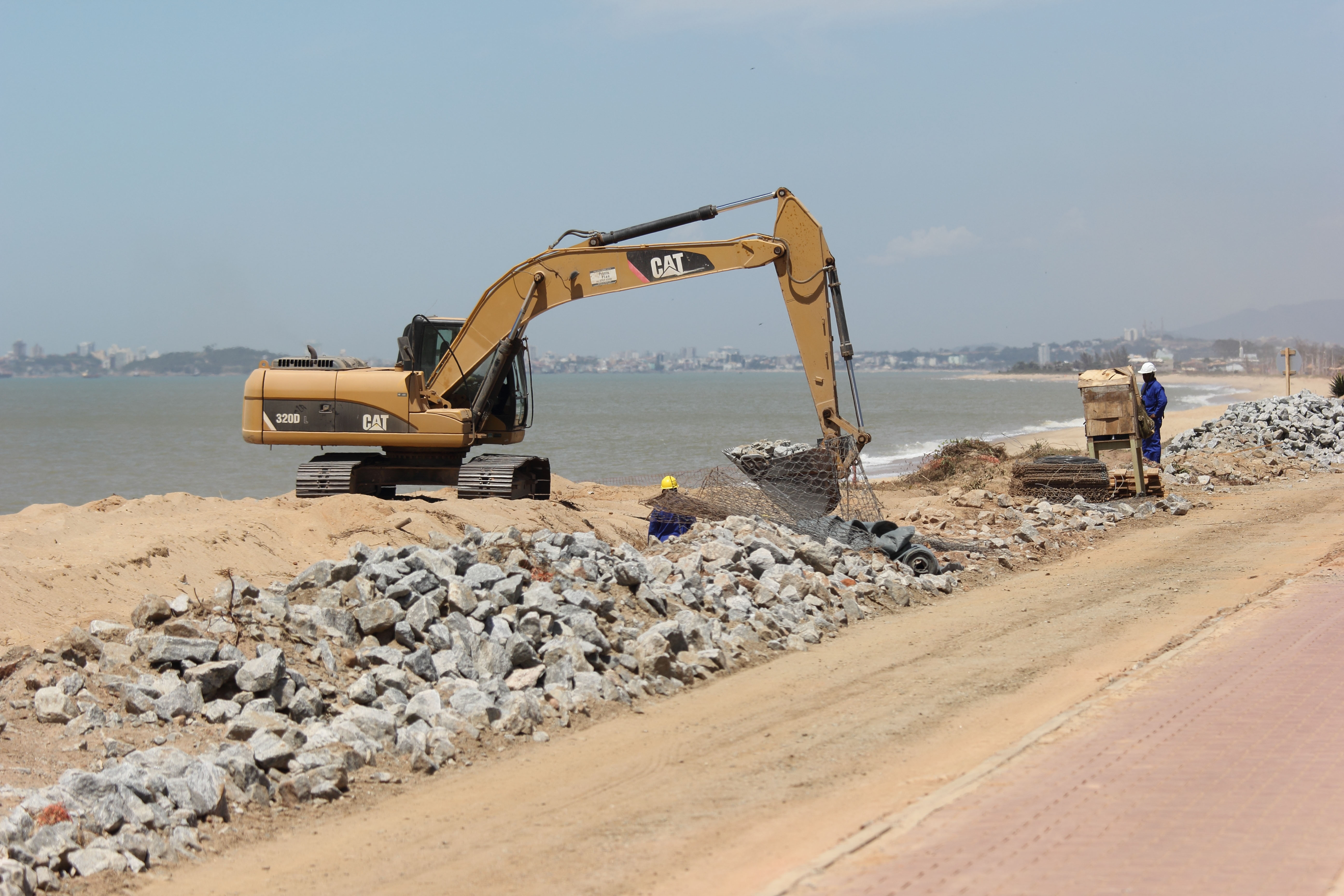
Obras de Terra (Enroncamento)
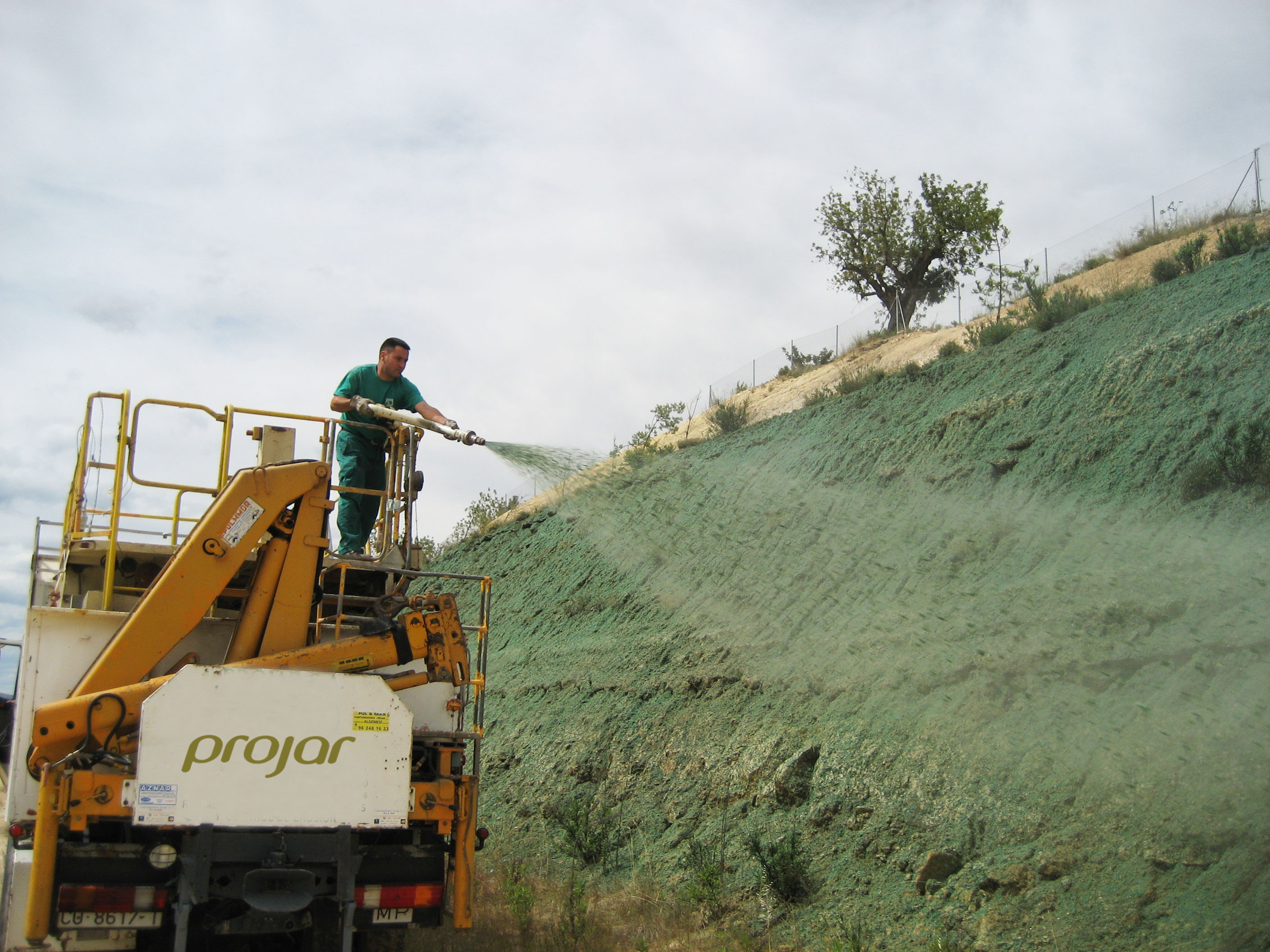
Proteção de Encosta e Taludes
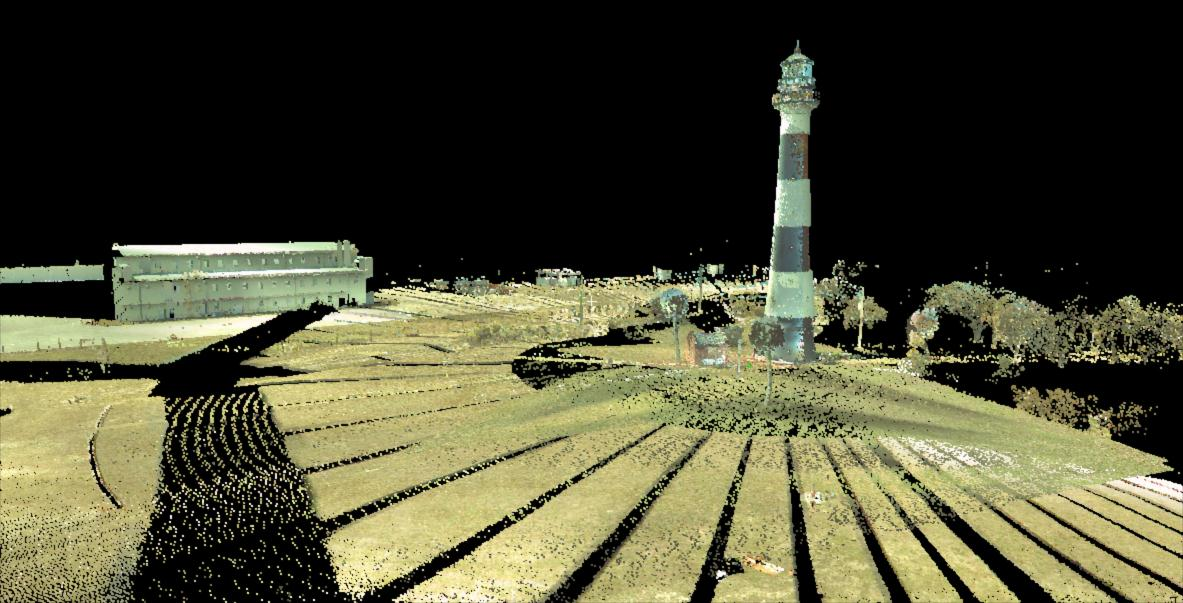
Fotogrametria através de Laser Scanning
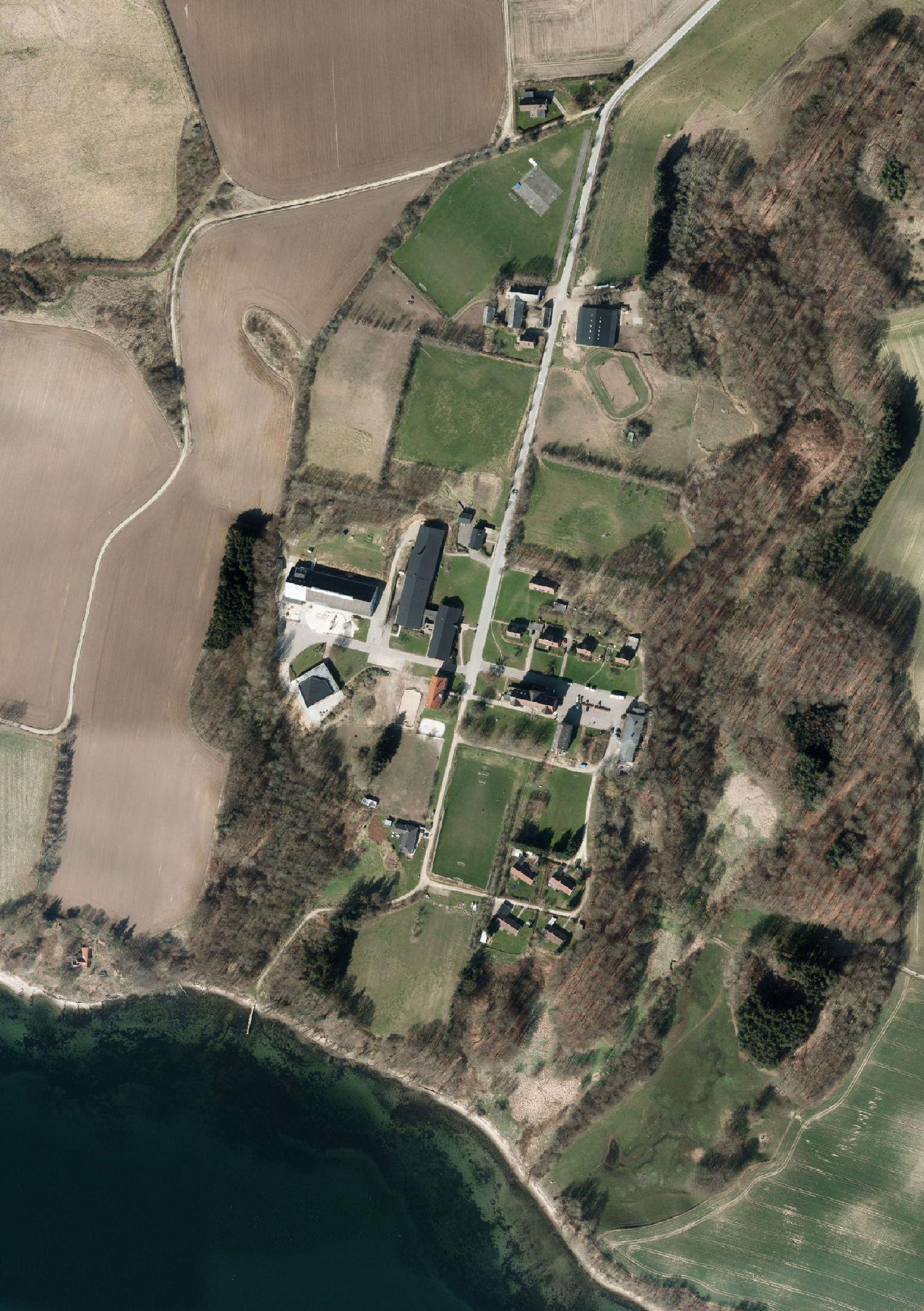
Aerofotogrametria

## No Brasil
Os agrimensores, também conhecidos como "engenheiros geógrafos topógrafos", tiveram como sua primeira escola de formação a Academia Real Militar, criada por carta régia do Príncipe Regente Dom João VI, de 04 de dezembro de 1810.
Ela originou-se da transformação da Real Academia de Artilharia, Fortificação e Desenho, criada por Dona Maria I, em 17 de dezembro de 1792. Pelo Regulamento da Academia Real Militar, em oito anos os alunos deveriam realizar "um curso regular de Ciências Exatas e de Observações, assim como de todos aqueles que são aplicações das mesmas aos estudos militares e práticos que formam hábeis Oficiais de Artilharia, Engenharia e ainda Oficiais da classe de Engenheiros Geógrafos e Topógrafos, que possam também ter o útil emprego de dirigir objetos administrativos de minas, de caminhos, portos, canais, pontes e calçadas".
O exercício da profissão de Agrimensor foi regulamentado, juntamente com as profissões de engenheiro e de arquiteto, através do Decreto nº 23.569, de 11/12/1933.

### Técnico em Agrimensura no Brasil
O Técnico em Agrimensura, também conhecido como Técnico em Geomensura ou Topografia ou Geomática, teve regulamentada sua profissão primeiramente pelo Decreto nº 20.178 de 12/12/1945.
Conforme Decreto nº 90.922, de 06/02/1985, os técnicos em Agrimensura terão as atribuições para a medição, demarcação de levantamentos topográficos, bem como projetar, conduzir e dirigir trabalhos topográficos, funcionar como perito em vistorias e arbitramentos relativos à agrimensura e exercer atividade de desenhista de sua especialidade.
O técnico em agrimensura tem grande contribuição auxiliando em serviços de engenharia como na construção civil e na área da cartografia.

### Engenheiro Agrimensor no Brasil
O curso superior de Engenharia de Agrimensura foi promovido no Brasil pela Lei nº 3.144 de 20 de maio de 1957, que determina que seja ministrado o Curso Superior de Agrimensura no país, conferindo a designação profissional de Engenheiro Agrimensor aos egressos.
O curso foi posteriormente regulamentado pelo Decreto nº 53.943 de 03/06/1964. A Resolução 02/1985 do então Conselho Federal de Educação, atual Conselho Superior de Educação, caracterizou a habilitação de Engenharia de Agrimensura do curso de Engenharia, estabelecendo conteúdos e duração minimos.
Uma das primeiras escola de formação de profissionais civis neste ramo foi estruturada em Araraquara (SP), criada em 1972 e sendo reconhecida pelo governo federal em 1977.
O Brasil possui atualmente cerca de 22 escolas superiores que ministram a Engenharia de Agrimensura, Engenharia Cartográfica, Engenharia de Agrimensura e Cartográfica, ou Engenharia Cartográfica e de Agrimensura.